# SRWare Iron
SRWare Iron（エスアールウェア アイアン）は、ドイツ・SRWare社製のウェブブラウザ。

## 概要
省略して「Iron」とも呼ばれる。長らくはオープンソースの自由ソフトウェアであった。SRWare Ironは、Google Chromeの抱えるプライバシーとセキュリティの問題を取り除くことを目的とし、同ソフトと同様にChromiumを土台にして開発された。Chromiumが主要な言語に対応しているため、Ironも標準で日本語を含む主要な言語に対応している。なおユーザーフォーラムは英語、ドイツ語、ロシア語である。現在はオープンソースではないが、無償で使用できる。

## 相違点
違いは、以下の通り。これ以外の機能は、Google Chromeとほぼ同じである。バージョン37以降、既存の32bit版に加えて64bit版も追加された。
- バージョンは公式のChromiumのどのスナップショットから改造したのか、番号から一切判明できなくしてある。
- 独自広告ブロック機能を搭載していたが、ブロックリストが古くなってしまったために現在はuBlock Originほかのサードパーティーによる拡張機能が推奨されている。
- 独自WebRTCブロック機能を追加できるようになっている[8]。
- ユーザーエージェントを設定ファイルで指定可能だが、拡張機能による変更も可能。
- ポータブルアプリケーションが公式に配布されている。
- 利用者情報の送信機能がない。
- 自動アップデート機能がないので、アップデートのやり方がtxtファイルで解説されている。
- 新バージョンの告知やバグ報告などは公式サイトではなく、フォーラム上[9]で行われている。公式サイトの更新は殆ど行われていない。
- バグが生じた場合は、末尾番号.0が.1に変更されて、指摘されたバグが有ったことを認める。

## 備考
マイクロソフトはヨーロッパにて競争法違反で訴えられていたが、これに関連して2010年、欧州経済領域のWindowsユーザーに対して選択肢として12のウェブブラウザを提示することとした。2010年の8月より、その選択画面であるBrowserChoice.euにSRWare Ironが含まれていた。